# روضه قاسم
قاسم روضه با نام کامل الحاج قاسم روضه بازیگر، کارگردان، صداپیشه و مجری تلویزیونی اهل کشور لبنان است.

## زندگی شخصی
روضه قاسم در 16ام ژوئیه 1983 در منطقه غبیری در جنوب بیروت زاده شد.

## فیلم‌شناسی
- شاهزاده روم
- سریال غالبون
- سریال باب‌المراد
- سریال قصه سامرا